# Petsamo (område)

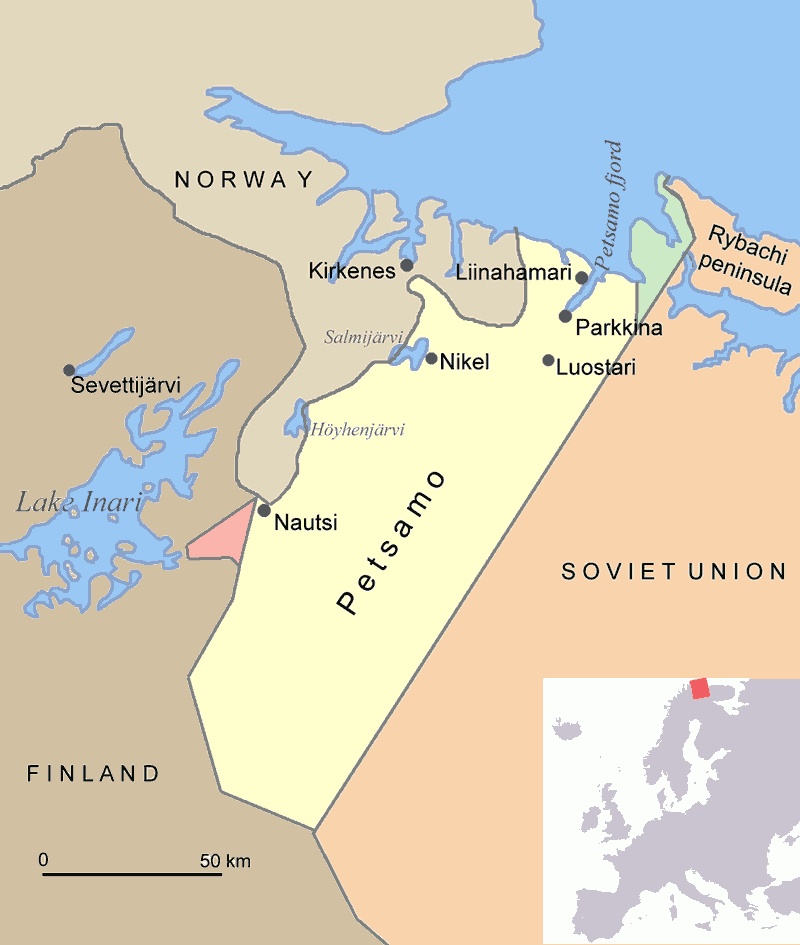
Petsamo. Grönt område är den del av Fiskarhalvön (Rybatjihalvön) som Finland fick avträda till Sovjetunionen efter finska vinterkriget, medan resterande del avträddes efter fortsättningskriget, utom det röda området, Jäniskoski-Niskakoskiområdet, som Finland sålde till Sovjetunionen 1947 i utbyte mot av ryssarna konfiskerade tyska tillgångar i Finland

Petsamo (ryska: Пече́нга; norska: Petsjenga; nordsamiska: Beahcán; skoltsamiska: Peäccam), Ishavsfinland är ett område i Ryssland vid Barents hav. Ortens folkmängd uppgick till 2 949 invånare i början av 2015.
Petsamoområdet hade en yta på 10.470 kvadratkilometer och hade västgränsen utmed Rysslands tidigare gräns med Norge enligt Gränstraktaten 1826 och östgränsen i en linje Korvatunturi-Fiskarhalvön. Den norra delen av Petsamo upptas av tundra och fjäll. I söder finns barrskogar och myrmarker.

## Historik
Ursprungligen bodde östsamer i området. År 1533 grundades det ryska Petsamo kloster vid Petsamo. Det brann ned och byggdes upp ett par gånger, men övergavs 1764. Det återuppbyggdes igen 1886. En anledning till klostrets placering var förutom att markera rysk närvaro att kristna skoltsamerna, som än idag utövar rysk-ortodox religion. Efter Fortsättningskriget evakuerades klostret till Nya Valamo kloster i Savolax.
Finska nybyggare började flytta till området från mitten av 1800-talet. Rådsryssland överlät området till den röda finländska regeringen i mars 1918. Sovjetryssland avträdde området till Finland vid freden i Tartu i oktober 1920. Området tillträddes av Finland i januari 1921.
Under 1920-talet upptäcktes stora nickelfyndigheter, och dessa började exploateras av det kanadensiska gruvbolaget Inco (numera Vale S.A.) 1935. Gruvstaden Kolosjoki (numera Nikel och på finska Nikeli). Ishavsvägen byggdes under svåra förhållanden från Sodankylä i finska Lappland till den isfria hamnen i Linhammar norr om orten Petsamo. Den blev färdig 1931.
Under finska vinterkriget stod slaget om Petsamo, som avslutades 11 februari 1940. Sovjetunionen besatte Petsamo under vinterkriget, men lämnade tillbaka området efter kriget. Efter den tyska ockupationen av Danmark och Norge, under 1940-41, bedrevs den så kallade Petsamotrafiken mellan Haparanda/Rovaniemi och Linhammar, som då var den enda importhamnen för sjötrafik utanför Östersjön för Sverige och Finland. 
År 1941 utgjorde området 10 480 km² och hade 4 750 invånare. Området tillhörde Finland till 1944. Petsamo ockuperades av sovjetiska trupper under Lapplandskriget och avträddes formellt till Sovjetunionen med freden i Paris 1947.